# Mangol
Mangol (persiska: مينگُل, منگل, Mīngol, مَنگُل, مَنگُول, مِنگُول) är en ort i Iran.   Den ligger i provinsen Västazarbaijan, i den nordvästra delen av landet, 600 km väster om huvudstaden Teheran. Mangol ligger 1 812 meter över havet och antalet invånare är 315.
Terrängen runt Mangol är kuperad åt nordost, men åt sydväst är den platt. Mangol ligger nere i en dal.Runt Mangol är det ganska tätbefolkat, med 185 invånare per kvadratkilometer. Närmaste större samhälle är Ḩammāmlār, 19,9 km öster om Mangol. Trakten runt Mangol består i huvudsak av gräsmarker.